# Аустрија на Европском првенству у атлетици у дворани 1973.
Аустрија је учествовала на 4. Европском првенству у дворани 1973. одржаном у Ротердаму, (Холандија), 10. и 11. марта. Репрезентацију Аустрије у њеном четвртом учешћу на европским првенствима у дворани представљало је 8 спортиста (3 мушкарац и 5 жена) који су се такмичили у седам дисциплина (две мушке и 5 женских).
Најуспешнија је била женска штафета са освојеним сребрном медаљом.
Са једном освојеном сребрном медаљом Аустрија је у укупном пласману заузела 13. место, од 16 земаља које су освајале медаље, односно од 24. земље учеснице.
У табели успешности према броју и пласману такмичара који су учествовали у финалним такмичењима (првих 8 такмичара) Аустрија је са 2 учесника у финалу заузела 17 место са 9 бодова од 22 земље које су у финалу имале представнике. Данска и Исланд нису имали представнике у финалу.
| Плас. | Земља    | 1. место | 2. место | 3. место | 4. место | 5. место | 6. место | 7. место | 8. место | Бр. финал. - Бод. |
| ----- | -------- | -------- | -------- | -------- | -------- | -------- | -------- | -------- | -------- | ----------------- |
| 17.   | Аустрија | −        | 1 − 7    | −        | −        | −        | −        | 1 − 2    | −        | 2 − 9             |

## Учесници
| Бр. | Дисциплина         | Мушкарци                   | Жене                                                        | Укупно |
| --- | ------------------ | -------------------------- | ----------------------------------------------------------- | ------ |
| 1.  | 60 м               | Гернот Масинг Георг Регнер | Бригите Хест Криста Кеплингер                               | 4      |
| 2.  | 400 м              |                            | Каролине Кефер                                              | 1      |
| 3.  | 60 м препоне       | Фуберт Кениг               | Кармен Мер                                                  | 2      |
| 4.  | штафета 4 х 1 круг |                            | Бригите Хест* Криста Кеплингер* Кармен Мер* Каролине Кефер* | 0 (4)  |
| 5.  | скок увис          |                            | Илона Гузенбауер                                            | 1      |
|     | Укупно (5)         | 3                          | 5 (9)                                                       | 8 (12) |

- Тачка уз име такмичара означава де је учествовао у више дисциплина.

## Освајачи медаља
- Сребро

1. Бригите Хест
 Криста Кеплингер
 Кармен Мер
Каролине Кефер — Штафета 4 х 1 круг

## Резултати

### Мушкарци
| Атлетичар     | Дисциплина   | Лични рекорд | Квалификације | Квалификације | Полуфинале           | Полуфинале           | Финале               | Финале   | Детаљи |
| Атлетичар     | Дисциплина   | Лични рекорд | Резултат      | Место         | Резултат             | Место                | Резултат             | Место    | Детаљи |
| ------------- | ------------ | ------------ | ------------- | ------------- | -------------------- | -------------------- | -------------------- | -------- | ------ |
| Гернот Масинг | 60 м         |              | 7,06 НРд      | 6. у гр. 3    | Није се квалификовао | Није се квалификовао | Није се квалификовао | 33. / 33 |        |
| Георг Регнер  | 60 м         |              | 6,91 НРд      | 4. у гр. 4    | Није се квалификовао | Није се квалификовао | Није се квалификовао | 33. / 33 |        |
| Гернот Масинг | 60 м препоне |              | 8,35 НРд      | 5. у гр. 3    | Није се квалификовао | Није се квалификовао | Није се квалификовао | 19. / 20 |        |

### Жене
| Атлетичарка                                                 | Дисциплина   | Лични рекорд | Квалификације | Квалификације | Полуфинале            | Полуфинале            | Финале                | Финале    | Детаљи |
| Атлетичарка                                                 | Дисциплина   | Лични рекорд | Резултат      | Место         | Резултат              | Место                 | Резултат              | Место     | Детаљи |
| ----------------------------------------------------------- | ------------ | ------------ | ------------- | ------------- | --------------------- | --------------------- | --------------------- | --------- | ------ |
| Бригите Хест                                                | 60 м         |              | 7,59 НРд      | 3 у гр. 1     | Није се квалификовала | Није се квалификовала | Није се квалификовала | =13. / 26 |        |
| Криста Кеплингер                                            | 60 м         |              | 7,67 НРд      | 5. у гр. 5    | Није се квалификовала | Није се квалификовала | Није се квалификовала | 21. /26   |        |
| Каролине Кефер                                              | 400 м        | 51,90        | 54,31         | 3. у гр. 1    | Није се квалификовала | Није се квалификовала | Није се квалификовала | 9. / 14   |        |
| Кармен Мер                                                  | 60 м препоне |              | 8,48 ЛРд      | 2. у гр. 1 КВ | 8,58                  | 8 у пф. 2             | Није се квалификовала | 8. / 22   |        |
| Бригите Хест* Криста Кеплингер* Кармен Мер* Каролине Кефер* | 4 х 1 круг** |              |               |               |                       |                       | 1:29,5                |           |        |
| Илона Гузенбауер                                            | 50 м препоне | 1,89         |               |               |                       |                       | 1,84                  | 7. / 17   |        |

- - Пошто је кружна стаза у Ротердаму износила 170 метара, није се могло одржати такмичење штафета 4 х 200 метара јер је један круг уместо 200 метара износила 180 тако да је било немогуће измене извршити на местима које та трка по правилима ИААФ предвиђа, па је назив ове дисциплине био штафета 4 х 1 круг. Победницама се рачунају медаље, а постигнути резултати не јер су постигнути у дисциплини која званично не постоји.

## Биланс медаља Аустрије после 4. Европског првенства у дворани 1970—1973.
|     | ЕП     |   |   |   |   | УП  |
| 1.  | 1970.  | 2 | 0 | 1 | 3 | 4   |
| 2.  | 1971.  | 0 | 0 | 1 | 1 | =13 |
| 3.  | 1972.  | 0 | 0 | 1 | 1 | 7   |
| 4.  | 1973.  | 0 | 1 | 0 | 1 | 13  |
| 1—4 | Укупно | 2 | 1 | 3 | 6 | 11  |
| --- | ------ | - | - | - | - | --- |

|    | ЕП               |   |   |   |   |
| 1. | Марија Сикора    | 1 | 0 | 3 | 4 |
| 2. | Криста Кеплингер | 0 | 1 | 2 | 3 |
| 3. | Кармен Ме        | 0 | 1 | 1 | 2 |
| -- | ---------------- | - | - | - | - |

## Аустријски освајачи медаља после 4. Европског првенства 1970—1973.
|    | Атлетичар/ка                                                               | м | ж | ЕП       | Дисциплина  |   |   |   |   |
| -- | -------------------------------------------------------------------------- | - | - | -------- | ----------- | - | - | - | - |
| 1. | Илона Гузенбауер                                                           |   | ж | 1970.    | скок увис]] |   |   |   |   |
| 2. | Марија Сикора (1)                                                          |   | ж | 1970.    | 800 м       |   |   |   |   |
| 3. | Марија Сикора (2) Бригите Ортнер Христа Кеплингер (1) Хани Бургер          |   | ж | 1970.    | 4 х 200 м   |   |   |   | 3 |
| 4. | Марија Сикора (3)                                                          |   | ж | 1971.    | 400 м       |   |   |   | 1 |
| 5. | Криста Кеплингер (2), Марија Сикора (4), Кармен Мер (1), Моника Холцшустер |   | ж | 1972.    | 4 х 1 круг  |   |   |   | 1 |
| 6, | Бригите Хест Криста Кеплингер (3) Кармен Мер (2) Каролине Кефер            |   | ж | 1973.    | 4 х 1 круг  |   |   |   | 1 |
|    | Укупно                                                                     | 0 | 6 | 1970—73. |             | 2 | 1 | 3 | 6 |